# Fundusz gminny (miejski)
Fundusz gminny (miejski) – lokalny instrument finansowy istniejący w latach 1984–1990, którego celem było  przyspieszenie rozwoju społeczno-gospodarczego wsi i miast oraz zaspokajania potrzeb socjalnych ludności. Fundusz przeznaczony był na zaspokajanie potrzeb gospodarczych, socjalnych i kulturalnych ludności.

## Ustanowienie funduszu
Na podstawie ustawy z 1984 r. o funduszu gminnym i funduszu miejskim ustanowiono fundusz.

## Dochody funduszu
Dochodami funduszu był:
- udział we wpływach z podatku rolnego pobieranego na podstawie przepisów ustawy z 1984 r. o podatku rolnym, w wysokości 40% wpływów przed odliczeniem ulg inwestycyjnych oraz ulg z tytułu położenia gruntów na terenach podgórskich i górskich,
- świadczenia pieniężne pobierane na podstawie niniejszej ustawy od jednostek gospodarki uspołecznionej oraz od osób fizycznych i osób prawnych nie będących jednostkami gospodarki uspołecznionej,
- dotacje budżetowe przeznaczone na dofinansowanie czynów społecznych,
- wpływy z opłaty klimatycznej,
- zyski osiągane z imprez artystycznych, rozrywkowych i sportowych, organizowanych na cele określone w ustawie,
- dobrowolne świadczenia pieniężne osób fizycznych lub prawnych.

## Obowiązek świadczeń na fundusz
Obowiązek świadczeń na fundusz ciążył na:
- osobach fizycznych i osobach prawnych nie będących jednostkami gospodarki uspołecznionej, które wykonywały działalność wytwórczą, handlową lub usługową oraz byli  właścicielami lub posiadaczami samoistnymi nieruchomości nie związanych z gospodarstwem rolnym,
- jednostkach gospodarki uspołecznionej, które na obszarze gminy lub miast wykonywały działalność przemysłową, handlową lub usługową albo prowadzą gospodarstwo leśne,
- właścicielach lub posiadaczach nieruchomości nie związanych z gospodarstwem rolnym (leśnym) lub działalnością przemysłową, handlową bądź usługową.

## Zwolnienia ze świadczeń na fundusz
Obowiązek świadczeń na fundusz nie dotyczył:
- jednostek budżetowych,
- jednostek organizacyjnych podległych Ministrowi  Obrony Narodowej, Ministrowi Spraw Wewnętrznych i Ministrowi  Sprawiedliwości,
- ochotniczych straży pożarnych i Związku Ochotniczych Straży Pożarnych,
- organizacji społecznych od nieruchomości i ich części służących celom charytatywnym,
- związków wyznaniowych i ich instytucji, zakonów i kongregacji zakonnych oraz stowarzyszeń religijnych od nieruchomości lub ich części służących bezpośrednio celom kultu religijnego (kościoły, domy modlitwy, kaplice, cmentarze) oraz celom charytatywnym.

## Stawki świadczeń na fundusz
Stawki świadczeń na fundusz wynosiły:
- od osób fizycznych i osób prawnych nie będących jednostkami gospodarki uspołecznionej, wykonujących działalność wytwórczą, handlową lub usługową płacących podatki obrotowy i dochodowy w formie karty podatkowej lub płacących zamiast tych podatków opłatę skarbową albo zwolnionych od obowiązku płacenia podatków, od 1 do 3-krotnej stawki opłaty skarbowej za potwierdzenie zgłoszenia wykonywania rzemiosła, obowiązującej w dniu 1 stycznia roku podatkowego, za który dokonuje się wymiaru świadczenia na fundusz,
- od jednostek gospodarki uspołecznionej, z wyjątkiem państwowych gospodarstw leśnych, 0,2% wydatków na wynagrodzenia za pracę z roku poprzedzającego rok, za który uiszcza się świadczenie na fundusz z tytułu prowadzonej działalności nie podlegającej opodatkowaniu podatkiem rolnym,
- od państwowych gospodarstw leśnych 35 zł od 1 ha lasów i gruntów leśnych.

## Przeznaczenie funduszu
Fundusz  przeznaczony był na następujące cele:
- inwestycje oraz rozwój lokalnej infrastruktury społeczno-gospodarczej, a w szczególności na inwestycje służące rozwojowi rolnictwa, w tym na zakup maszyn, narzędzi rolniczych, środków transportowych oraz rozwój zaplecza technicznego mechanizacji rolnictwa, na upowszechnianie postępu rolniczego, a także na unowocześnianie wiejskiego gospodarstwa domowego,
- na budowę, konserwację, utrzymanie, wyposażenie i remont: dróg gminnych i obiektów mostowych, ulic, placów i urządzeń zbiorowego zaopatrzenia rolnictwa i ludności w wodę, strażnic pożarniczych i obiektów przeciwpożarowego zaopatrzenia wodnego oraz urządzeń oświatowych, kulturalnych, socjalnych i sportowych, a także na ochronę środowiska,
- na rozwój i wyposażenie w środki zakładów przemysłowych i usługowych, wykorzystujących lokalne surowce i służących potrzebom mieszkańców,
- na dofinansowanie czynów społecznych podejmowanych przez miejscową ludność.

## Zniesienie funduszu
Na podstawie ustawy z 1990 r. o zniesieniu i likwidacji niektórych funduszy zniesiono fundusz gminny.